# پروکالیپتیس البانینسیس
پروکالیپتیس البانینسیس (انگلیسی: Procalyptis albanyensis) یک گونه از حشرات برگ‌پیچان است که اولین بار در استرالیای غربی یافته شد.